# فدراسیون شیرجه ارمنستان
فدراسیون شیرجه جمهوری ارمنستان (ارمنی: Հայաստանի ջրացատկի ֆեդերացիա) که با نام فدراسیون شیرجه ارمنستان نیز شناخته می‌شود، نهاد تنظیم‌کننده ورزش شیرجه در ارمنستان می‌باشد که توسط کمیته المپیک ارمنستان اداره می‌شود و مقر آن در شهر ایروان واقع شده است.

## تاریخچه
این فدراسیون در سال میلادی تأسیس شد و ریاست فعلی آن را گابریل قازاریان برعهده دارد. این فدراسیون عضو کامل فدراسیون جهانی ورزش‌های آبی و en:European Aquatics می‌باشد. 
شیرجه‌روهای ارمنستانی در مسابقات قهرمانی در سطوح مختلف اروپایی و بین‌المللی از جمله در قهرمانی ورزش‌های آبی جهان فینا، مسابقات جهانی ورزش‌های آبی و بازی‌های المپیک تابستانی شرکت می‌کنند.